# Яромар (епископ Каммина)
Я́ромар Рю́генский (нем. Jaromar von Rügen; ок. 1267, Берген, Княжество Рюген — 1294, Каммин, Герцогство Померания) — принц из дома Виславидов, князей Рюгена. Епископ Каммина с 1289 по 1294 год.

## Биография
Родился около 1267 года в княжестве Рюген. Был вторым сыном в семье князя Вислава II и княгини Агнессы, урождённой принцессы Брауншвейг-Люнебурской из дома Вельфов. По отцовской линии приходился внуком князю Яромару II и княгине Эуфемии Померанской из дома Самборидов. По материнской линии был внуком герцога Оттона I и герцогини Матильды Бранденбургской из дома Асканиев.
В первом письменном свидетельстве о нём, которое относится к 15 апреля 1280 года, назван «учёным» (лат. scholaris). До занятия епископской кафедры, служил архидиаконом в церкви Святого Николая в Штральзунде.
После смерти в 1289 году камминского епископа Германа фон Гляйхена, который при жизни добился независимости епархии от власти герцогов Померании, последние снова попытались вернуть себе влияние на дела епископства. Под их давлением на соборе в Каммине новым епископом был избран Яромар, брат герцогини Маргариты, урождённой княжны Рюгенской, жены герцога Богуслава IV. Яромар был назначен коадъютором при прежнем епископе ещё до своего избрания на кафедру. Римский папа Николай IV 7 октября 1289 года издал буллу, в которой признал каноничным избрание нового епископа. Несмотря на близость к герцогам Померании, избрание Яромара признали и маркграфы Бранденбурга, на территории которых находился монастырь епархии. Последние заключили с ним соглашение, старясь таким образом закрепить союзнические отношения между Бранденбургом и Рюгеном.
Яромар правил епископством до самой смерти в 1294 году. Одним из его деяний на кафедре было дарование права на сорокодневную индульгенции женскому монастырю в Бернштайне 18 июня 1292 года. Похоронен в соборе Святого Иоанна Крестителя в Каммине.
Избрание на соборе его преемником Вислава не получило подтверждения от Святого Престола.